# Tunel Zlatibor
Tunel Zlatibor (v srbské cyrilici Тунел Златибор) se nachází na elektrifikované železniční trati Bělehrad–Bar. Jednokolejný tunel z let 1961–1974 je dlouhý 6 169,3 m.

## Popis
Jedná se o třetí nejdelší železniční tunel na území bývalé Jugoslávie, a to po tunelu Bukoviḱ a tunelu Sozina, na této trati je druhým nejdelším. Nachází se v blízkosti stejnojmenného pohoří, resp. města, jižně od obce Saimovina. Podchází pod vrcholy s nadmořskou výškou okolo 1000 m n. m., je na svém severním portálu v nadmořské výšce 775 m n. m., a stoupání v něm dosahuje 8 ‰.

## Historie
Tunel byl budován jako součást železniční tratě Bělehrad–Bar, stavební práce byly zahájeny v roce 1961. Na tunelu se pracovalo přerušovaně, neboť občas chyběly finanční prostředky. Během stavby bylo vytěženo okolo 271 500 m3 kamene. Stavbu provedla tehdejší jugoslávská společnost Planum.
O výstavbě tunelu byl v roce 1974, kdy byla stavba po dlouhých letech dokončena, natočen i film.